# 1994 w informatyce

## Wydarzenia
- styczeń – David Filo i Jerry Yang założyli firmę Yahoo![1].
- 4 lutego – w Polsce weszła w życie Ustawa o prawie autorskim i prawach pokrewnych[2].
- 14 lutego – wydano FSSTND (Filesystem Standard)[3].
- 7 marca – firma Intel wydała drugą generację mikroprocesorów Intel Pentium[3].
- 4 kwietnia – założono Netscape Communications[3].
- 29 kwietnia – firma Commodore International ogłosiła bankructwo[4].
- kwiecień – ukazała się ostatnia samodzielna wersja MS-DOS 6.22[3].
- 12 maja – American National Standards Institute zatwierdził standard ATA[3].
- czerwiec – pracownik Netscape Communications Lou Montulli opracował pliki cookie[5].
- 5 lipca – Jeff Bezos założył firmę Cadabra, przemianowaną później na Amazon[3].
- 21 września – wydano system operacyjny Windows NT 3.5[3].
- wrzesień – wydano Adobe Photoshop 3.0[3].
- 1 października – Tim Berners-Lee założył organizację W3C[3].
- 13 października – zaprezentowano przeglądarkę internetową Mosaic Netscape 0.9[3].
- 26 października – wydano NetBSD 1.0[3].
- październik – Intel ogłosił model programowany mikroprocesorów IA-64[3].
- 1 listopada – zarejestrowano domenę amazon.com[3].
- 15 grudnia – ukazała się pierwsza wersja przeglądarki internetowej Netscape[3].
- grudzień – Wydział Fizyki Uniwersytetu Warszawskiego zainicjował akcję „Internet dla Szkół”, mającą na celu upowszechnienie Internetu w polskich szkołach[6][7].
- Håkon Wium Lie stworzył pierwszą wersję kaskadowych arkuszy stylów[8].
- Został wynaleziony CompactFlash[9].
- Na rynku pojawił się pierwszy napęd Zip, wyprodukowany przez firmę Iomega[10].
- Na rynku pojawiła się seria komputerów Risc PC[10].
- Microsoft wydał system operacyjny Windows 3.11[3].
- Microsoft otrzymał prawa do znaku towarowego „Windows”[11].
- Został wynaleziony kod QR[3].